# Comité 'Onze Marine'
Stichting Algemeen Nederlands Comité 'Onze Marine' was een particuliere instelling ter bevordering van betere relaties tussen volk en zeemacht, opgericht in 1921 door oud-marinier en journalist A.W.P. Angenent (1895-1952) (ook wel bekend onder zijn pseudoniem, Albert Chambon). 
De stichting werd opgericht om ondersteuning te bieden aan weduwen en wezen van omgekomen zeelui en zorgde voor positieve publiciteit voor de Koninklijke Marine.

## K XVIII
Het comité "Onze Marine" heeft zich ingespannen voor publiciteit van de reis van Hr. Ms. Onderzeeboot K XVIII, van 14 november 1934 tot 11 juli 1935, met eindbestemming Soerabaja. De reis droeg door aanwezigheid van prof.dr.ir. F.A. Vening Meinesz ook een wetenschappelijk karakter. Gedurende de reis via Zuid-Amerika, Afrika en West-Australië deed hij zwaartekrachtmetingen op zee. Het comité bestond uit drie journalisten en twee publicisten, die contact hielden met verschillende dagbladen om zo de reis onder de aandacht van de pers en het publiek te houden. 
Daarnaast verzamelde het comité gelden bij particulieren en het bedrijfsleven. Daarmee was zij in staat de bemanning in iedere aanloophaven een pakket levensmiddelen aan te bieden. Naast standaarduitrustingen (zoals uniformen) en post van familieleden, zorgde het comité voor verrassingen voor de bemanning door Sinterklaas cadeaus te sturen. Ook maakte het comité een radio-uitzending mogelijk op 25 mei 1935 tussen de radiostudio in Hilversum en de bemanning op Mauritius. Verschillende bemanningsleden konden hun familie in Nederland via de radio een boodschap horen zeggen. Deze radio-uitzending was geheimgehouden door de commandant D.C.M. Hetterschij en familieleden en kwam zo als een verrassing. 
Bij de aankomst van de K XVIII in Soerabaja werden er gebrandschilderde gedenkramen aangeboden die gemaakt waren ter herinnering van deze reis. Deze ramen werden in de kazernes van de onderzeedienst in Den Helder en Soerabaja geplaatst. In Den Helder vond de onthulling van vijf ramen plaats op 11 juli 1935 door schout-bij-nacht T.L. Kruys, namens de Minister van Defensie. In Soerabaja vond de onthulling twee dagen later plaats, op 13 juli, in het bijzijn van de gehele bemanning. 
De laatste activiteit van het comité met betrekking tot deze reis was de uitgave van het herinneringsboek aan de reis Alles wel, geen bijzonders!! in oktober 1935. In dit boek werd een reisverslag gegeven en schreef elk bemanningslid een stukje over de reis. Veelal werd het comité hierin bedankt voor de verrassingen en steun die de bemanningsleden gedurende reis hadden ontvangen.